# Ахмет Нурмамбет
Ахмет Нурмамбет (крим. Ahmet Nurmambet) — кримський татарин родом з Добруджі, який служив у румунській армії. Він був батьком відомої співачки традиційної народної музики Кадріє Нурмамбет.

## Життєпис
Ахмет народився в 1893 році. Його дядько, полковник Рефіїк Кадир, спрямував його на військову кар'єру, і в 1900 році він вже був студентом військового училища в Яссах. Після закінчення навчання у 1909 році він вступив на військову службу у званні другого лейтенанта кавалерії.
Протягом Першої світової війни він служив у кінному підрозділі 12-го Рошіорського полку, воюючи на фронті в битвах під Ойтужем та Мерешештами.
Після війни, з реорганізацією румунських сухопутних військ у 1920-х роках, його полк увійшов до складу 40-го піхотного полку 9-ї піхотної дивізії, яка спочатку дислокувалася в Констанці, але пізніше була переведена до Базаргича (нині Добрич, Болгарія). У Базаргичі зустрівся з Пакізе з Каварни. 1931 року вони одружилися, і у них народилося двоє дітей: Кадріє та Ґенгіз. Коли на початку Другої світової війни в 1940 році Румунія передала Південну Добруджу Болгарії, його призначили командиром гарнізону в Меджидії, куди він переїхав зі своєю родиною.
Ахмет постійно відзначався під час своєї військової кар'єри і був нагороджений військовими орденами та медалями. Помер у 1953 році.